# Mortonia greggii
Mortonia greggii är en benvedsväxtart som beskrevs av Asa Gray. Mortonia greggii ingår i släktet Mortonia och familjen Celastraceae. Inga underarter finns listade.